# Shahzoda
Shahzoda, pseudonimo di Zilola Bahodirovna Musaeva (Tashkent, 28 luglio 1979), è una cantante e attrice uzbeka.

## Discografia
| Anno | Album            |
| ---- | ---------------- |
| 2002 | Bor ekan         |
| 2003 | Baxt boʻladi     |
| 2004 | Keragimsan       |
| 2005 | Baxtliman        |
| 2007 | Assalomu alaykum |
| 2009 | Sevgi bor        |
| 2009 | Unutmadim        |
| 2010 | Tilayman         |
| 2011 | Qora koʻzlaring  |
| 2013 | Bu muhabbat      |
| 2014 | Sen menga kerak  |

## Filmografia
- Fotima va Zuhra, regia di Bahrom Yaqubov (2000)
- Sevinch, regia di Ayub Shahabiddinov (2003)
- Sarvinoz, regia di Bahrom Yaqubov (2004)
- Sarvinoz 2, regia di Bahrom Yaqubov (2005)
- Zumrad va Qimmat, regia di Bahrom Yaqubov (2007)
- Majruh, regia di Bahrom Yaqubov (2010)
- Nafs, regia di Farruh Soipov (2011)
- O Maryam, Maryam, regia di Bahrom Yaqubov (2012)